# Dębiny (Wójty-Trojany)
Dębiny – część wsi Wójty-Trojany w Polsce, położona w województwie mazowieckim, w powiecie pułtuskim, w gminie Gzy.
W latach 1975–1998 Dębiny administracyjnie należały do województwa ciechanowskiego.